# Les Indescriptibles
Pour plus de détails, voir Fiche technique et Distribution.
Les Indescriptibles (titre original : The Unmentionables) est un court métrage d'animation américain de la série Merrie Melodies avec Bugs Bunny, Rocky et Mugsy réalisé par Friz Freleng, sorti en 1963, .

## Fiche technique
- Titre : Les Indescriptibles
- Titre original : The Unmentionables
- Réalisation : Friz Freleng
- Cadreur : Hawley Pratt
- Montage : Treg Brown
- Musique : William Lava
- Décors : Thomas O'Loughlin
- Animation : Gerry Chiniquy, Virgil Ross, Bob Matz, Art Leonardi, Lee Halpern
- Producteur : David H. DePatie
- Société de production : Warner Bros. Pictures
- Pays de production : États-Unis
- Langue : anglais américain
- Format : Couleur (Technicolor) — 35 mm — 1,37:1 — Son : Mono
- Genre : Film d'animation, Comédie
- Durée : 6 minutes
- Dates de sortie :
  - États-Unis : 7 septembre 1963